# Bao’an, Hubei
Bao'an är en köping i Kina. Den ligger i provinsen Hubei, i den centrala delen av landet, omkring 63 kilometer sydost om provinshuvudstaden Wuhan. Antalet invånare är 62 122. Befolkningen består av 29 966 kvinnor och 32 156 män. Barn under 15 år utgör 16,0 %, vuxna 15-64 år 75 %, och äldre över 65 år 8,0 %.
Runt Bao'an är det tätbefolkat, med 636 invånare per kvadratkilometer. Bao'an är det största samhället i trakten. Trakten runt Bao'an består till största delen av jordbruksmark.
Genomsnittlig årsnederbörd är 1 805 millimeter. Den regnigaste månaden är maj, med i genomsnitt 269 mm nederbörd, och den torraste är december, med 35 mm nederbörd.